# 戴爾德加斯滕嶺
71°29′S 12°42′E / 71.483°S 12.700°E
戴爾德加斯滕嶺是南極洲的山嶺，位於東部南極洲的毛德皇后地，屬於沃爾塔特山脈中東彼得曼山脈的一部分，全長10公里，該山嶺由德國的探險隊發現。